# Dendrobium pulleanum
Dendrobium pulleanum är en orkidéart som beskrevs av Johannes Jacobus Smith. Dendrobium pulleanum ingår i släktet Dendrobium, och familjen orkidéer. Inga underarter finns listade i Catalogue of Life.